# Brammelerbroek
Brammelerbroek (Nedersaksisch: Brook'n), is een buurtschap in de Achterhoekse gemeente Berkelland in de Nederlandse provincie Gelderland.
Tot de gemeentelijke herindeling van 1 januari 2005 behoorde het tot de gemeente Neede, totdat deze gemeente opging in de gemeente Berkelland.
Het ligt aan de noordelijke zijde van Rietmolen, langs de grens met de Overijsselse gemeente Haaksbergen. Eigenlijk kan grofweg het gebied ten noorden van de Schipbeek Brammelerbroek worden genoemd.
In het verleden vormde Brammelerbroek samen met de buurschap Brammelo een marke. Brammelerbroek viel onder de Heerlijkheid Borculo. De heer van Borculo was echter niet de erfmarkerichter in Brammelerbroek.
Hoofdplaats: Borculo       Dorpen: Beltrum · Eibergen · Geesteren · Gelselaar · Haarlo · Neede · Noordijk · Rekken · Rietmolen · Ruurlo

Buurtschappen: Avest · Brammelerbroek · Brinkmanshoek · Broeke · De Bruil · Dijkhoek · De Haar · Heure · Heurne (deels) · Holterhoek · Hoonte · De Horst · Hupsel · Kisveld · Kulsdom · Leo-Stichting · Lintvelde · Lochuizen · Loo · Mallem · Nederbiel · Noordijkerveld · Olden Eibergen · Oosterveld · Overbiel · Respelhoek · Ruwenhof · Schependom · Spilbroek · Veldhoek (deels) · Waterhoek · Zwilbroek

Voormalige gemeenten: Beltrum · Borculo · Eibergen · Geesteren · Neede · Ruurlo